# Amphisbaena neglecta
Espèce
Statut de conservation UICN

 DD  : Données insuffisantes
Amphisbaena neglecta est une espèce d'amphisbènes de la famille des Amphisbaenidae.

## Répartition
Cette espèce est endémique du Brésil. Elle se rencontre au Mato Grosso et au Goiás.

## Publication originale
- Dunn & Piatt, 1936 : A new Amphisbaena from Brazil. Proceedings of the Academy of Natural Sciences of Philadelphia, vol. 88, p. 527-528.